# Crockett, Texas
Crockett är administrativ huvudort i Houston County i Texas. Orten har fått sitt namn efter Davy Crockett som stupade i slaget vid Alamo. Han sägs ha hållit läger i närheten på väg till Alamo. Enligt 2010 års folkräkning hade Crockett 6 950 invånare.